# Gymnelia cincta
Gymnelia cincta là một loài bướm đêm thuộc phân họ Arctiinae, họ Erebidae.